# Erika Emmerich
Erika Emmerich (geborene Bley; geboren am 4. Mai 1934 in Magdeburg; gestorben am 24. März 2022) war eine deutsche Verwaltungsjuristin und Verbandsfunktionärin. Sie war von 1983 bis 1988 Präsidentin des Kraftfahrt-Bundesamtes in Flensburg und von 1989 bis 1996 Präsidentin des Verbands der Automobilindustrie. In beiden Positionen war sie jeweils die erste Frau.

## Leben
Emmerich war die Tochter eines Ingenieurs, der in Magdeburg ein Unternehmen der Autozulieferbranche betrieb. 1951 legte sie das Abitur in Magdeburg ab und studierte anschließend Rechtswissenschaften. Von der Humboldt-Universität in Ostberlin wechselte sie nach Westdeutschland, wo sie das Studium zunächst in Hamburg, dann in Innsbruck (Österreich) sowie in Freiburg im Breisgau und Bonn fortsetzte. 1957 legte sie das Referendarexamen ab, vier Jahre später das Assessorexamen. Mit der Dissertation Die Bemessungsgrundlagen gemeindlicher Benutzungsgebühren bei Müllabfuhr, Straßenreinigung und Entwässerung unter besonderer Berücksichtigung des Einheitswertes wurde sie 1964 promoviert.
Ihre Beamtenlaufbahn begann sie 1961 als Regierungsassessorin in Düsseldorf. Ab 1965 war sie in Bonn im Bundesministerium für Verkehr tätig, zuletzt als Regierungsdirektorin. Dort war sie unter anderem damit beauftragt, Richtlinien für die Ausbildung von Berufskraftfahrern zu entwickeln. Dafür legte sie die Führerscheinprüfung für Lastkraftwagen, Busse und Straßenbahnen ab. Sie arbeitete an der Verordnung über die Beschäftigung von Frauen auf Fahrzeugen und dem Leber-Plan mit und verfasste den Kommentar zur Berufskraftfahrerausbildungsverordnung.
Von Februar 1983 bis 1988 leitete sie das Kraftfahrt-Bundesamt in Flensburg. Sie gehörte in dieser Funktion zu den Initiatoren des Führerscheins auf Probe, der im November 1986 eingeführt wurde.
Von Flensburg  wechselte sie im Januar 1989 nach Frankfurt zum Verband der Automobilindustrie, den sie bis 1996 als erste Frau führte. Sie übernahm dieses Amt in einer Phase der Rezession in der Automobilindustrie, die in Deutschland nur durch einen Boom nach der Wiedervereinigung unterbrochen wurde. Sie warnte vor Negativfaktoren Deutschlands als Industriestandort, kritisierte hohe Unternehmensbesteuerung und lehnte weitere Verteuerungen für den Güterkraftverkehr ab. Sie forderte eine Senkung der Lohnkosten und flexiblere Arbeitszeiten.
1992 und 1994 wurde sie im Amt bestätigt, lehnte aber 1996 die Kandidatur für eine weitere Amtszeit ab. Ihre Nachfolge trat der Mercedes-Benz-Manager Bernd Gottschalk an.

### Familie
Emmerich heiratete 1957 einen Bonner Rechtsanwalt. Die Ehe wurde 1979 geschieden. Emmerich hat drei Töchter, die 1962, 1965 und 1966 geboren wurden.

### Politik
Emmerich war Mitglied der CDU, kandidierte 1972 für den Bundestag und wurde 1980 in den Stadtrat von Bornheim gewählt. In der Partei arbeitete sie in einer Kommission von Juristen mit, die die Förderung von Frauenrechten in der Gesetzgebung betrieb, und setzte sich für Reformen des Ehe-, Familien- und Adoptionsrechts ein.
Heiko Hoffmann, CDU-Spitzenkandidat für das Amt des Ministerpräsidenten bei der vorgezogenen Landtagswahl in Schleswig-Holstein 1988, sah Emmerich für das Amt der Innenministerin vor. Die Niederlage der CDU im Jahr nach der Barschel-Affäre und die Bildung einer SPD-Alleinregierung  unter Björn Engholm verhinderte die Übernahme eines Kabinettpostens.

## Auszeichnungen
- 1993: Verdienstmedaille der Gesellschaft für Ursachenforschung bei Verkehrsunfällen
- 1994: Ehrenzeichen der Deutschen Verkehrswacht in Gold
- 1996: Goldener Dieselring des Verbands der Motorjournalisten
- 1996: Niedersächsischer Verdienstorden (1. Klasse)
- 1997: Ehrenmitgliedschaft der Deutschen Verkehrswacht
- 1997: Bundesverdienstkreuz 1. Klasse
- 1997: Großes Ehrenzeichen der Deutschen Handelskammer in Österreich[4]